# 16790 Yuuzou
16790 Yuuzou è un asteroide della fascia principale. Scoperto nel 1997, presenta un'orbita caratterizzata da un semiasse maggiore pari a 2,7157391 au e da un'eccentricità di 0,0654860, inclinata di 3,00149° rispetto all'eclittica.
L'asteroide è dedicato al progettista aerospaziale giapponese Yuuzou Hasegawa.